# نیوبر، فایف
نیوبر (به انگلیسی: Newburgh) یک شهرک در اسکاتلند است که در فایف واقع شده‌است. نیوبر ۲٬۱۷۱ نفر جمعیت دارد.